# Stüsslingen
Stüsslingen (toponimo tedesco) è un comune svizzero di 1 075 abitanti del Canton Soletta, nel distretto di Gösgen.